# Recessione
La recessione, in economia, è una situazione macroeconomica caratterizzata da livelli di attività produttiva (PIL) più bassi di quelli che si potrebbero ottenere usando completamente ed in maniera efficiente tutti i fattori produttivi a disposizione, in contrapposizione dunque al concetto di crescita economica. Conseguenze della recessione sono quindi un aumento della disoccupazione, un rallentamento della produttività e una discesa dei consumi e dell'accesso al credito.

## Definizione
Risulta ampiamente diffusa la generica definizione di "due trimestri consecutivi con una crescita negativa del PIL", ma essa non è una definizione ufficiale.
In realtà, nel 1974 (durante la crisi generatasi dal primo shock petrolifero) in un articolo del New York Times a firma di Julius Shiskin si enucleavano una serie di regole empiriche per definire una recessione:
- Durata - Diminuzione del PIL reale per due trimestri consecutivi e un declino della produzione industriale per un periodo di almeno sei mesi;
- Intensità - Una diminuzione del PIL reale dell'1.5%, una diminuzione del 15% nell'occupazione dei settori non agricoli e un aumento del tasso di disoccupazione di almeno di due punti percentuali arrivando almeno al 6%;
- Diffusione - Diminuzione dell'occupazione nei settori non agricoli in più del 75% delle industrie, in un periodo di almeno sei mesi con una media di intervalli di sei mesi;

Nel corso del tempo, questa lista è stata semplificata sempre più, fino a ridursi alla sola 'regola' dei due trimestri consecutivi di declino del PIL.
Il National Bureau of Economic Research (NBER) è comunemente visto come "l'autorità" per enumerare le recessioni negli Stati Uniti e la loro durata. L'Unione Europea adotta una definizione molto simile a quella dell'NBER.

## Descrizione
Sintomi delle fasi di recessione possono essere la diminuzione del tasso di crescita della produzione, l'aumento della disoccupazione, la diminuzione del tasso di interesse in seguito alla riduzione della domanda di credito da parte delle imprese, il rallentamento del tasso di inflazione causato dalla diminuzione della domanda di beni e servizi da parte dei consumatori. In alcuni casi, la recessione può essere associata con l'aumento dei prezzi (inflazione) e tale fenomeno è anche conosciuto come stagflazione.
In caso di recessione un aumento dei tassi di interesse produce un'ulteriore diminuzione della produzione, con conseguente aumento della disoccupazione e dei prezzi al consumo, diminuzione del credito al consumo e il tutto si traduce con diminuzione della domanda di beni e servizi da parte dei consumatori spingendo la recessione verso una vera e propria depressione (come ad esempio la grande depressione del 1873 e la grande depressione del 1929).

### Cause di una recessione
Gli economisti hanno cercato di spiegare il verificarsi periodico di recessioni nel sistema economico. Alcune note teorie sono:
- La teoria della caduta tendenziale del saggio di profitto
- La teoria del sottoconsumo

### Tipi di recessione
Le recessioni sono informalmente classificate, specialmente nel mondo economico-finanziario anglosassone, in vari tipi dipendenti anche dalla "forma" che assume l'andamento del PIL e degli altri indicatori economici nel corso del tempo.
Sono state delineate dagli economisti principalmente 4 modelli di recessioni principali, a cui si è aggiunto l'ultimo con la crisi derivante dalla pandemia di COVID-19:
- recessione a V - caduta economica e ripresa altrettanto rapide e decise[7]
- recessione a U - andamento più lento e meno definito di una a V[8]
- recessione a W - prima recessione, poi una ripresa e poi una nuova recessione, solitamente più grave[9]
- recessione a L - declino deciso e poi una più o meno lunga stagnazione, senza immediata ripresa[10]
- recessione a K - parti della società e dell'economia soffrono recessioni di diversa gravità e durata, portando a percorsi di ripresa differenziati[11]

### Conseguenze

#### Disoccupazione e relazione con il potenziale PIL perduto
La disoccupazione tende ad alzarsi durante una recessione. Gli economisti neoclassici affermano che c'è un tasso naturale di disoccupazione (stimato al 4.5% circa) che, quando sottratto dall'attuale tasso di disoccupazione, può essere usato per stimare quanto PIL potenziale sia andato perduto durante la recessione.

## Storia

### Mondiali
Esempi famosi di recessioni globali sono state la Grande depressione di inizio anni '30, la crisi del 1974-'75 conseguente il primo shock petrolifero, la recessione globale di inizio anni '80, la grande recessione del 2008-'09 

### Stati Uniti d'America

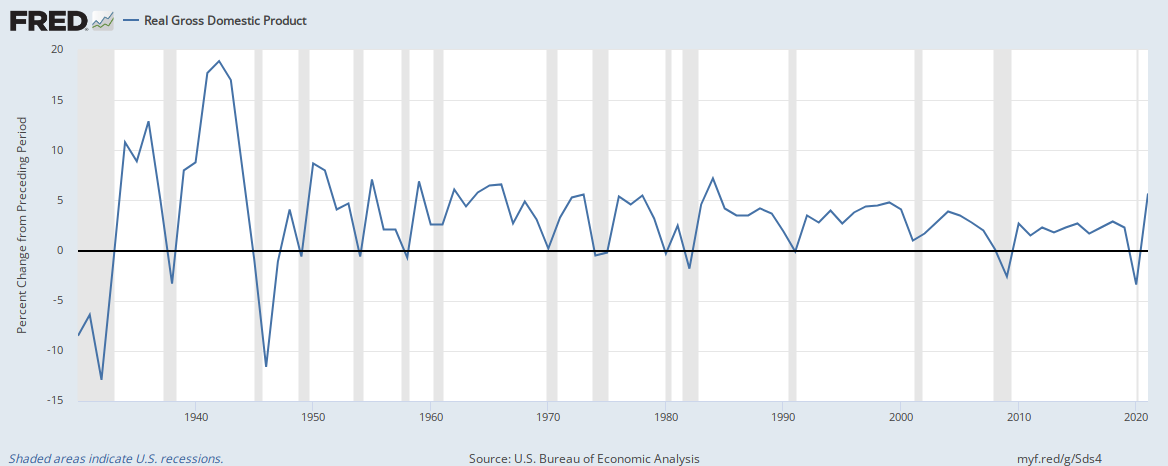
Le recessioni degli Stati Uniti (i periodi colorati in grigio) ufficialmente conteggiate dalla Federal Reserve e dall'NBER, nel periodo 1930 - 2021.

L'NBER ha enucleato 32 cicli di espansione-contrazione economica negli Stati Uniti, dal 1854 ad oggi.